# Drei Kapuziner
Drei Kapuziner är en bergstopp i Liechtenstein Den ligger i den sydöstra delen av landet, 5 km öster om huvudstaden Vaduz. Toppen på Drei Kapuziner är 2 084 meter över havet eller 52 meter över den omgivande terrängen. Bredden vid basen är 0,34 km.